# 극장판 헬로 카봇: 옴파로스 섬의 비밀
《극장판 헬로 카봇: 옴파로스 섬의 비밀》(중국어: 咖寶車神 巨獸時代2)은 헬로 카봇 시리즈의 두번째 극장판이다.

## 개요
2019년 1월 31일 헬로 카봇 두번째 극장판으로 개봉되었다. 배급사는 넥스트엔터테인먼트월드.

## 시놉시스
따뜻한 남태평양으로 휴가를 떠난 차탄 가족과 친구들은 어느 외딴섬에 표류하고 만다.
그곳은 바로 지구의 배꼽이라 불리는 강력한 생명력을 지닌 신비의 섬 ‘옴파로스’!
그곳에서 차탄 가족은 ‘슈퍼연료전지 구공탄’을 노리는 외계 로봇들의 공격으로 위기에 처하는데…
지구 온난화를 일으켜 세상을 정복하려는 ‘외계인’들에 맞선 차탄과 ‘동물 카봇들’의 운명을 건 대결이 시작된다!

## 등장인물
- 뺀질뺀질
- 외계 사령관

## 등장 카봇
- 크라이온
- 마이모스
- 팔로
- 에이샤크
- 티라투스
- 코어

## 합체 카봇
- 티라이오(코어＋티라투스＋크라이온)

## 목소리 출연
- 시영준: 외계 사령관, 티라투스
- 권창욱: 크라이온
- 홍범기: 마이머드
- 이광수: 팔로
- 최하나: 에이샤크
- 김용준: 코어

## 스태프
오프닝 크레딧
- 제공: 카봇2문화산업전문회사
- 배급: NEW ANIMATION
- 제작: CHOIROCK CONTENTS FACTORY
- 공동제작: STUDIO INVICTUS
- 공동투자/제공: (주)초이락컨텐츠팩토리, (주)스튜디오인빅투스, KBS한류투자파트너스, KDB산업은행

엔딩 크레딧
- 제작총괄: 최종일
- 총감독: 최신규
- 감독: 김진철
- 시나리오: 조정희, 이충복, 지한솔
- 구성: 최신규, 김진철, 조정희
- 제작프로듀서: 이홍주, 윤유병
- 제공: 카봇2문화산업전문회사 (김경원, 최종일, 이동욱, 원순재)
- 제작: (주)초이락컨텐츠팩토리
- 공동제작: (주)스튜디오인빅투스
- 공동투자 / 제공: (주)초이락컨텐츠팩토리, KBS한류투자파트너스, KDB산업은행, (주)스튜디오인빅투스 (김경원, 진영아, 원순재, 윤세열, 배은경, 이은경)
- 라인프로듀서: 류도열, 이대화, 김종현, 박혜원
- 제작관리: 이지영, 한인화, 최영일, 유문정, Yuri
- 아트디렉터: 김정훈
- 캐릭터 / 배경디자인: 정승준, 김세민, 김현우, 김후연, 최예림
- 스토리보드: 최지원, 안상욱, 전성우, 이의국
- 모델링 / 맵핑 팀장: 장용환, 장용훈
- 모델링 / 맵핑: 장서윤, 김지나, 안지훈, 노윤경, 홍성은, 박정태, 정민영, Haw / Dylan / Kan Lun
- 리깅: 이상현 / Eezee / Norman / Mark
- 애니메이션 팀장: 이슬기, 김동준, 김치관
- 애니메이션: 김민지, 박소희, 정보영, 채수정, 최정은, 방미희, 홍준호, 정종현, 노현석, 이유리, 이루리, 오경표, 정혜원, 문희원, 김민성, 이승희, Aping / Yuen Mun / Nos / Koori / Cheau Shin / Chanwei / Sun Sun / Derrick / Naoki / Waddy / Yong / Willy / Andros / Kar Soon /Alex / Hakim / Sahrin, Bear / Sean / Jason / Kai En, Thomas / Gilliam / Thung Yan / Angie Raja / Kenneth / Natasha / Mei Zi / Jian Yong Hanrick / Kok Sim / Cloey / Charmaine
- 영상편집: 김진철
- VFX 슈퍼바이져: 임경훈
- 이펙트 / 합성 / 렌더링 팀장: 정승원, 김대진, 구요한, 김형철
- 이펙트 / 합성 / 렌더링: 이현재, 김대훈, 이효진, 채송연, 문정아, 임수빈, 정주원, 박민진, 조소희, 이민주, 정재환, 김종찬, 이현정, 김원영, 정예진, Yew Chuan / Timothy / Alan / Luffy / Kl / Hafiz / Ahmad / Angela / Yuki / Faris / Ridhaudin
- 협력 업체: ㈜도파라 (이희승, 윤효상, 이성국, 김유란, 권은진, 박지혁, 김동연, 김진우, 최다솜, 한아름), Enspire Studio (Christian / Andre / Michelle / R. Pradipta / Arai H / Arif B / Sandy K / M. Alif / M.A. Alwi / Dheni H / Elisabeth / Fendi R / Ganidra R.B / Irma H / L. Prayoga / Kenny T / Imam P / Revin S.N / Ronny S / Andra P.S / Andre K / Dananjaya / Faishal D / IkaS / Imam M / Joshua D.N / Tri W / Rezi N. / Rudy H. / Wirosani / Erik P. / Nawang K.), Ariyanto (Ario T / Baskoro Denden R / Ribfan H / Gindu S / Fiqri H / Irvan K / Raja R.H / Rajil / Renoir M / Tungky)
- 녹음: 레전드사운드
- 녹음연출: 이영빈
- 음악: 양광섭, 조성수, 김나영
- 사운드디자인: 위홍, 이지환, 김윤경
- 폴리 레코딩: 최원규
- 폴리 아티스트: 정성권
- 대사편집: 이영빈, 지준석
- 믹싱: 장철호
- 제작도움: ㈜이엠텍아이엔씨, ㈜도파라, 눈 스튜디오, Enspire Studio, 최경한
- 배급: NEW
  - 국내 배급 책임: 박준경
  - 국내 배급 기획: 전용욱
  - 국내 배급 관리: 이명진
  - 국내 배급 진행: 류상헌, 김민선, 명수빈
- 콘텐츠유통: ㈜콘텐츠판다
  - 콘텐츠유통 책임: 김재민
  - 콘텐츠유통 기획: 김태원, 이정하
  - 콘텐츠유통 진행: 김다한, 김무연, 정현목, 차효은, 이정화, 김나현, 정지선, 이윤기
- 마케팅 책임: 한향원
- 마케팅: 이동욱, 이현우, 강은희, 권효진, 문수빈, 윤아영, 김경원, 원순재
- 해외세일즈: ㈜스튜디오인빅투스 (최우진, 조아라, 송지연, 장우경)
- 마케팅홍보: 이노기획 (최원영, 김도희, 최유리, 황다겸, 김도희, 원유진)
- 온라인마케팅: eyescream (최종범, 김수정, 조재형, 정유경, 정유진)
- 온라인광고디자인: eyescream / 김보경, 유단비
- 예고편 제작: 스튜디오더블유바바㈜
- 광고대행: 즐거운인생열시십분사십초 (김태준, 김원석, 신동우, 박진선)
- 미디어 광고대행: 프리즘에이앤씨 / 이상봉, 배유진
- 인쇄: (주)다보아이앤씨
- 배송: 토탈무비 / 이경호
- 기획: (주)초이락컨텐츠팩토리
- 제작협력: 스튜디오더블유바바㈜
- 극장판 헬로 카봇: 옴파로스 섬의 비밀
- © 2019 HELLO CARBOT MOVIE All Rights Reserved.

## 주제곡
닫는 곡 - 비밀친구 헬로 카봇
작사: 이주호 / 작곡, 편곡: 이주호, 최희찬 / 건반: 최희찬 / 기타: 이홍섭 / 노래: 이정은 / 랩/랩메이킹: 김서준 / 레코딩: 김형진(초이락컨텐츠팩토리) / 믹싱: 최희찬(PAN studio) / 마스터링: 박정언(허니버터 스튜디오)

### 삽입 곡
애벌레가 간다
작사: 최신규 / 작곡: 최신규 / 편곡: 이주현(고몽뮤직), 로이 / 노래: 브라비스 / 기타: 로이 / 베이스: 양지훈 / 레코딩엔지니어: 이주현(고몽뮤직) / 믹스엔지니어: 이주현(고몽뮤직) / 마스터링 엔지니어: 이주현(고몽뮤직)
가위바위보
작사: 최신규 / 작곡: 최신규 / 편곡: 이은주 / 노래: 베리 / 레코딩엔지니어: 김형진(초이락컨텐츠팩토리) / 믹스엔지니어: 김형진(초이락컨텐츠팩토리) / 마스터링 엔지니어: 강승희(소닉코리아)
봐라봐라
작사: 최신규 / 작곡: 최신규 / 편곡: 허상은 / 노래: 브라비스 / 믹스엔지니어: 이주현(고몽뮤직) / 마스터링엔지니어: 이주현(고몽뮤직)
나뭇잎
작사: 최신규 / 작곡: 최신규 / 편곡: 이주호, 최희찬 / 노래: 모니 / guitar: 서창원 / bass: 이준현 / keyboard&piano: 조상원 / drum: 고중원 / 레코딩엔지니어: 최남진(예음스튜디오) / 믹스엔지니어: 김형진(초이락컨텐츠팩토리) / 마스터링: 강승희(소닉코리아)